# Omtrent Deedee
Omtrent Deedee is een roman van de Belgische auteur Hugo Claus, voor het eerst verschenen in 1963 bij uitgeverij De Bezige Bij. In 1964 werd Hugo Claus met dit boek de winnaar van het Referendum der Vlaamse Letterkunde, maar hij weigerde de bekroning, net als het jaar ervoor toen hij laureaat was met zijn boek De Verwondering.

## Titelverklaring
Deedee is de voluit geschreven weergave van de afkorting d.d., die staat voor dienstdoende. Deze benaming wordt gebruikt voor de hoofdpersoon, een priester genaamd Robert, om verwarring te vermijden met een ander personage met de naam Albert.

## Inhoud
Het verhaal bestaat uit zeven hoofdstukken. Elk hoofdstuk is geschreven vanuit het perspectief van een bepaald personage, zodat de lezer de verschillende visies van alle familieleden te zien krijgt. Het verhaal speelt zich af over een periode van anderhalve dag en situeert zich in de pastorie van een Vlaams dorp, waar de familie Heylen haar jaarlijkse herdenking houdt voor de dood van de moeder. In tegenstelling tot vorige reünies, ontstaan op deze bijeenkomst allerlei misverstanden waardoor het feest ontaardt in een wanorde van seksualiteit en geweld. Het voornaamste thema dat aan bod komt, is het evenwicht tussen gevoel en geloof. Homoseksualiteit en zelfdoding vormen de belangrijkste subthema's van het boek.

## Bewerkingen
- 1971: toneelstuk Interieur
- 1990: film Het sacrament met Frank Aendenboom, Carl Ridders, Hugo Van den Berghe en Ann Petersen